# Udea radiosalis
Udea radiosalis là một loài bướm đêm trong họ Crambidae.